# Inter Bom-Bom
El Inter Bom-Bom es un equipo de fútbol de Santo Tomé y Príncipe que juega en el Campeonato nacional de Santo Tomé y Príncipe, el segundo torneo de fútbol más importante del país.

## Historia
Fue fundado el 18 de junio de 1972 en la ciudad de Mé-Zóchi, en la isla de Santo Tomé y ha sido campeón de liga en 3 ocasiones, siendo el tercer equipo de la isla de Santo Tomé con más títulos nacionales.
A nivel internacional es el primer equipo de Santo Tomé y Príncipe en jugar un torneo internacional, en la Liga de Campeones de la CAF del año 2001. Ha sido el segundo equipo en clasificar para el torneo después del Santana FC, pero ellos se retiraron sin jugar un partido.
Descendió en la temporada 2009-10 al quedar en el puesto 12 de 14 equipos, descendiendo los últimos cuatro.

## Palmarés
- Campeonato nacional de Santo Tomé y Príncipe: 3

1995, 2000, 2003

## Participación en competiciones de la CAF
- Liga de Campeones de la CAF: 1 aparición

2001 - Ronda Preliminar